# Krzysztof Mehlich
Krzysztof Jan Mehlich (ur. 2 sierpnia 1974 w Strzelcach Opolskich) – polski lekkoatleta, płotkarz.

## Osiągnięcia
Absolwent AWF w Katowicach. Zawodnik Victorii Racibórz i AZS-AWF Katowice. Olimpijczyk z Atlanty (1996). Brązowy medalista mistrzostw Europy juniorów z San Sebastian (1993) w sztafecie 4 x 400 m (3:08,75 s.). W Fukuoce (1995) zdobył brązowy medal uniwersjady w biegu na 110 m pł (13,66 s.). 
Mistrz Polski w biegu 110 m pł (1996), 2-krotny halowy mistrz kraju (2001, 2002). 5. zawodnik Pucharu Europy w Lekkoatletyce (Brema 2001), czym przyczynił się do historycznego triumfu polskiej męskiej reprezentacji. Nauczyciel akademicki AWF Katowice. Brat Ronalda (1969-2023), również reprezentacyjnego płotkarza i nauczyciela tejże uczelni.

## Rekordy życiowe
- bieg na 110 metrów przez płotki – 13,40 s. (9 czerwca 1996, Tallinn) – 6. wynik w historii polskiej lekkoatletyki[1]